# L’Étang-Salé
L’Étang-Salé – miasto na Reunionie (departament zamorski Francji). Według danych INSEE w 2019 roku liczyło 14 258 mieszkańców.

## Zdjęcia

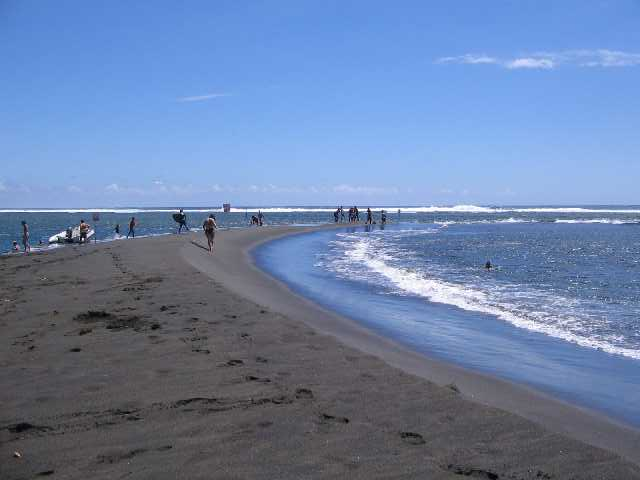
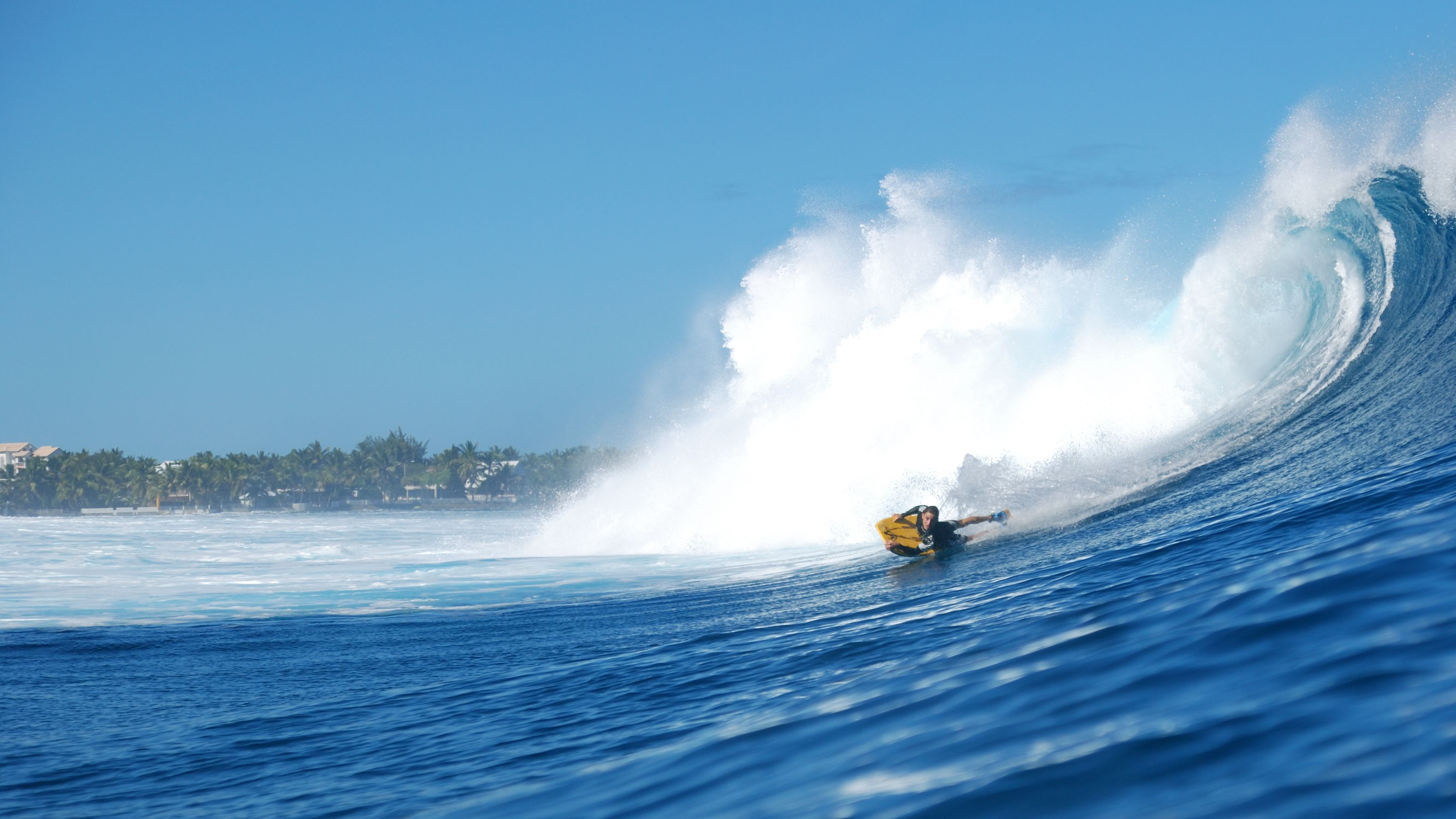
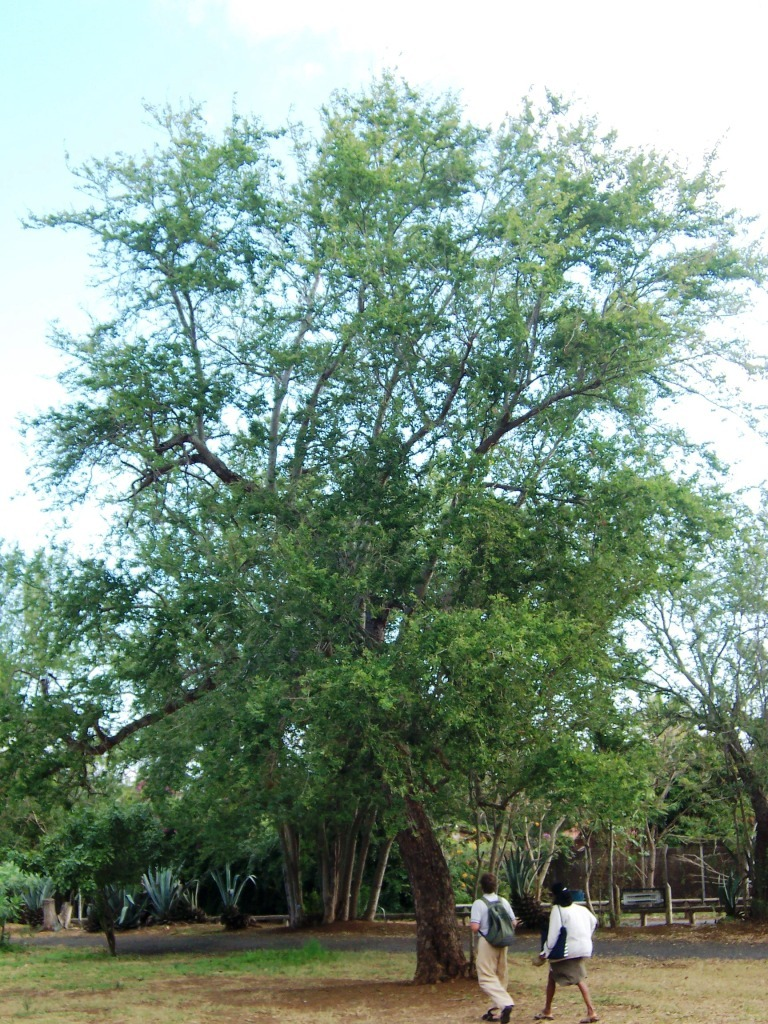
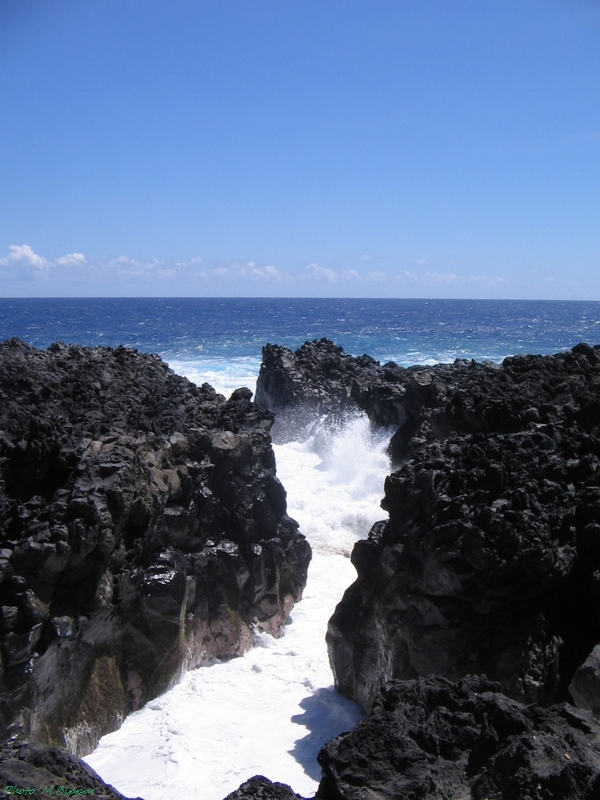